# Ознаки збіжності
Ознаки збіжності рядів — ознаки, що доводять або спростовують збіжність числового ряду. Нехай дано ряд
{\displaystyle U_{1}+U_{2}+U_{3}+U_{4}+U_{5}+\dots +U_{n}+\cdots .\qquad (1)}
Частковими сумами цього ряду будуть:
{\displaystyle S_{1}=U_{1},\qquad S_{2}=U_{1}+U_{2},\qquad S_{3}=U_{1}+U_{2}+U_{3},\qquad \dots ,\qquad S_{n}=U_{1}+U_{2}+\dots +U_{n}.}
Ряд (1) є збіжним, якщо існує скінченна границя послідовності його часткових сум, тобто
{\displaystyle \lim _{n\to \infty }S_{n}=S.}
Число {\displaystyle S} є сумою ряду, отже:
{\displaystyle U_{1}+U_{2}+U_{3}+U_{4}+U_{5}+\dots +U_{n}+\dots =\sum _{n=1}^{\infty }U_{n}=S.}
Коли ж границя часткових сум не існує або дорівнює нескінченності, то ряд є розбіжним.

## Класифікація ознак збіжності
Ознаки збіжності рядів поділяються на необхідні й достатні.
Необхідна умова збіжності означає:
- якщо вона виконується, то ряд може бути або збіжним або розбіжним,
- якщо вона не виконується, то ряд є розбіжним.

Можна сказати, що необхідна умова збіжності ряду є достатньою умовою його розбіжності.
Достатня умова збіжності означає:
- якщо вона виконується, то ряд є збіжним,
- якщо вона не виконується, то ряд може бути або збіжним або розбіжним.

У залежності від того, збіжність яких рядів доводиться, ознаки поділяються на ознаки збіжності для знакододатних рядів, знакопереміжних рядів, функціональних рядів, рядів Фур'є.

## Список ознак

### Необхідна умова збіжності
Якщо границя послідовності утвореної членами ряду є невизначеною або відмінною від нуля, так що {\displaystyle \lim \limits _{n\to \infty }a_{n}\neq 0}, то ряд є розбіжним. У цьому сенсі, часткові суми ряду утворюють  фундаментальну послідовність лише тоді , коли ця границя існує та рівна нулю. Ця ознака не є достатньою: про збіжність або розбіжність ряду не можна стверджувати на основі цієї ознаки, якщо граничне значення члену ряду рівне нулю.

## Критерій збіжності
Додатній ряд {\displaystyle \sum _{k=1}^{\infty }a_{k}} збігається тоді й лише тоді, коли послідовність його часткових сум {\displaystyle S(n)=\sum _{k=1}^{n}a_{k}} обмежена зверху.

### Ознаки порівняння
Якщо ряд {\displaystyle \sum \limits _{n=1}^{\infty }b_{n}} є абсолютно збіжним та {\displaystyle |a_{n}|\leq |b_{n}|} для достатньо великих {\displaystyle n}, то ряд {\displaystyle \sum \limits _{n=1}^{\infty }a_{n}} є абсолютно збіжним.
Якщо {\displaystyle \{a_{n}\},\{b_{n}\}>0} (тобто всі елементи обох послідовностей додатні) та границя {\displaystyle \lim \limits _{t\to \infty }{\frac {a_{n}}{b_{n}}}} існує, є скінченною та відмінною від нуля, тоді ряд {\displaystyle \sum \limits _{n=1}^{\infty }a_{n}} є розбіжним тоді й лише тоді, коли ряд {\displaystyle \sum \limits _{n=1}^{\infty }b_{n}} є розбіжним.

### Ознака д'Аламбера
Припустимо, що існує таке {\displaystyle r}, що  {\displaystyle \lim _{n\to \infty }\left|{\frac {a_{n+1}}{a_{n}}}\right|=r.}
Якщо {\displaystyle r<1}, то ряд є абсолютно збіжним. Якщо {\displaystyle r>1}, то ряд є розбіжним. Якщо {\displaystyle r=1}, то ряд може бути як збіжним, так і розбіжним.

### Радикальна ознака Коші
Нехай  {\displaystyle r=\limsup _{n\to \infty }{\sqrt[{n}]{|a_{n}|}},}  де {\displaystyle \limsup }  позначає верхню границю послідовності (можливо {\displaystyle \infty }; якщо границя існує, то вона має таке ж значення).
Якщо {\displaystyle r<1}, то ряд є збіжним. Якщо {\displaystyle r>1}, то ряд є розбіжним. Якщо {\displaystyle r=1}, то ряд може бути як збіжним, так і розбіжним. Радикальна ознака є більш сильною ніж ознака д'Аламбера: якщо збіжність (розбіжність) доведена на основі ознаки д'Аламбера то вона завжди може бути доведена і на основі радикальної ознаки Коші , але не навпаки. Наприклад, ряд  {\displaystyle 1+1+0{,}5+0{,}5+0{,}25+0{,}25+0{,}125+0{,}125+\cdots =4}  є збіжним за радикальною ознакою, але за ознакою д'Аламбера про збіжність (розбіжність) цього ряду стверджувати не можна.

### Інтегральна ознака Маклорена — Коші
Ряд можна порівнювати із інтегралом, для того, щоб визначити збіжність або розбіжність. Нехай {\displaystyle f\colon [1,\infty )\rightarrow \mathbb {R} _{+}} невід'ємна та монотонно-спадна функція, така що {\displaystyle f(n)=a_{n}}. Якщо {\displaystyle \int _{1}^{\infty }f(x)\,{\rm {d}}x=\lim _{t\to \infty }\int _{1}^{t}f(x)\,{\rm {d}}x<\infty ,}  то ряд є збіжним. Але якщо інтеграл є розбіжним, то ряд також є розбіжним. Іншими словами, ряд {\displaystyle \sum \limits _{n=1}^{\infty }a_{n}} є збіжним тоді і лише тоді, коли відповідний невласний інтеграл є збіжним.

#### Ознака збіжності узагальнених гармонічних рядів
Загальновживаним наслідком інтегральної ознаки є ознака збіжності для узагальненого гармонічного ряду. Нехай {\displaystyle k>0}. Тоді  {\displaystyle \sum _{n=k}^{\infty }\left({\frac {1}{n^{p}}}\right)}  збігається, якщо  {\displaystyle p>1}. При {\displaystyle p=1}, {\displaystyle k=1} отримуємо гармонічний ряд, який є розбіжним.  При {\displaystyle p=2}, {\displaystyle k=1}  отримуємо ряд обернених квадратів (задача Базеля) і цей ряд є збіжним до {\displaystyle {\frac {\pi ^{2}}{6}}}. У загальному випадку, для {\displaystyle p>1}, {\displaystyle k=1} ряд співпадає з дзета-функцією Рімана від {\displaystyle p}, тобто {\displaystyle \zeta (p)}.

### Ознака стиснення Коші
Нехай {\displaystyle \{a_{n}\}} є незростаючою послідовністю. Тоді сума {\displaystyle A=\sum \limits _{n=1}^{\infty }a_{n}} збігається тоді і лише тоді, коли сума {\displaystyle A^{*}=\sum \limits _{n=1}^{\infty }2^{n}a_{2^{n}}} збігається. Більше того, якщо вони збігаються, то справедлива нерівність {\displaystyle A\leq A^{*}\leq 2A}.

### Ознака Абеля
Нехай справедливі наступні твердження:
- {\displaystyle \sum a_{n}} – збіжний ряд,
- {\displaystyle \{b_{n}\}} є монотонною послідовністю та
- {\displaystyle \{b_{n}\}} є обмеженою.

Тоді ряд {\displaystyle \sum a_{n}b_{n}} також є збіжним.

### Ознака абсолютної збіжності
Будь-який абсолютно збіжний ряд є збіжним.

### Ознака Лейбніца
Припустимо, що справедливі наступні твердження:
- {\displaystyle \lim \limits _{n\to \infty }a_{n}=0} та
- для будь-якого {\displaystyle n}, {\displaystyle a_{n+1}\leq a_{n}}.

Тоді ряди {\displaystyle \sum \limits _{n=k}^{\infty }(-1)^{n}a_{n}} та {\displaystyle \sum \limits _{n=k}^{\infty }(-1)^{n+1}a_{n}} є збіжними.

### Ознака Діріхле
Якщо {\displaystyle \{a_{n}\}} послідовність дійсних чисел та {\displaystyle \{b_{n}\}} послідовність комплексних чисел, які задовольняють такі умови:
- {\displaystyle a_{n}\geq a_{n+1}},
- {\displaystyle \lim \limits _{n\to \infty }a_{n}=0},
- {\displaystyle {\bigg |}\sum \limits _{n=1}^{N}b_{n}{\bigg |}\leq M}, для всякого натурального {\displaystyle N},

де {\displaystyle M} – деяка стала, тоді ряд  {\displaystyle \sum _{n=1}^{\infty }a_{n}b_{n}}  є збіжним.

### Ознака Раабе–Дюамеля
Нехай {\displaystyle a_{n}>0}. Визначимо {\displaystyle b_{n}} як  {\displaystyle b_{n}=n\left({\frac {a_{n}}{a_{n+1}-1}}\right),}  якщо  {\displaystyle L=\lim _{n\to \infty }b_{n}}  існує, то можливі такі варіанти:
- {\displaystyle L>1} — ряд є збіжним,
- {\displaystyle L<1} — ряд є розбіжним,
- {\displaystyle L=1} — за ознакою не можна стверджувати про збіжність (розбіжність) ряду.

Існує альтернативне формулювання цієї ознаки. Нехай {\displaystyle \{a_{n}\}} - послідовність дійсних чисел. Тоді, якщо існують такі {\displaystyle b>1} та {\displaystyle K} (натуральне число), що
{\displaystyle \left|{\frac {a_{n+1}}{a_{n}}}\right|\leq 1-{\frac {b}{n}}}, для всіх {\displaystyle n>K,}
то ряд {\displaystyle \sum \limits _{n=1}^{\infty }a_{n}} є збіжним.

### Ознака Бертрана
Нехай {\displaystyle \{a_{n}\}} послідовність додатних чисел.  Визначимо {\displaystyle b_{n}} як
{\displaystyle b_{n}=\ln {n}\left(n\left({\frac {a_{n}}{a_{n+1}}}-1\right)-1\right).}
Якщо
{\displaystyle L=\lim _{n\to \infty }b_{n}}
існує, то можливі такі випадки:
- {\displaystyle L>1} — ряд є збіжним,
- {\displaystyle L<1} — ряд є розбіжним,
- {\displaystyle L=1} — за ознакою не можна стверджувати про збіжність (розбіжність) ряду.

### Ознака Гауса
Нехай {\displaystyle \{a_{n}\}} послідовність додатних чисел. Якщо  {\displaystyle {\frac {a_{n}}{a_{n+1}}}=1+{\frac {\alpha }{n}}+{\mathcal {O}}\left({\frac {1}{n^{\beta }}}\right),}  для певного {\displaystyle \beta >1}, то ряд {\displaystyle \sum a_{n}} є збіжним, якщо {\displaystyle \alpha >1}, і є розбіжним, якщо {\displaystyle \alpha \leq 1}.

### Ознака Куммера
Нехай { an } - послідовність додатніх чисел. Тоді:
(1)  {\displaystyle \sum a_{n}} є збіжним тоді і тільки тоді коли існує послідовність {\displaystyle b_{n}} додатніх чисел і дійсне число c > 0 таке що {\displaystyle b_{k}(a_{k}/a_{k+1})-b_{k+1}\geq c}.
(2)  {\displaystyle \sum a_{n}} є розбіжним тоді і тільки тоді коли існує послідовність {\displaystyle b_{n}} додатніх чисел таких що {\displaystyle b_{k}(a_{k}/a_{k+1})-b_{k+1}\leq 0}
і {\displaystyle \sum 1/b_{n}} розбігається.

## Приклади
Розглянемо ряд

| {\displaystyle \sum _{n=1}^{\infty }{\frac {1}{n^{\alpha }}}.} | \| \| \| \| \| \| \| \| | (i) |
|                                                                |                         |     |
|                                                                |                         |     |
З ознаки стиснення Коші випливає, що (i) є скінченно збіжним, якщо

| {\displaystyle \sum _{n=1}^{\infty }2^{n}\left({\frac {1}{2^{n}}}\right)^{\alpha }} | \| \| \| \| \| \| \| \| | (ii) |
|                                                                                     |                         |      |
|                                                                                     |                         |      |
є скінченно збіжним. Оскільки 
{\displaystyle \sum _{n=1}^{\infty }2^{n}\left({\frac {1}{2^{n}}}\right)^{\alpha }=\sum _{n=1}^{\infty }2^{n-na}=\sum _{n=1}^{\infty }2^{(1-a)n},}
то (ii) є геометричним рядом  зі знаменником {\displaystyle 2^{(1-\alpha )}}. (ii) є скінченно збіжним, коли знаменник геометричного ряду менший від одиниці (а саме, коли {\displaystyle \alpha >1}). Отже, (i) є скінченно збіжним тоді і лише тоді, коли {\displaystyle \alpha >1}.

## Збіжність добутків
Хоча більшість ознак визначають збіжність (розбіжність) нескінченних рядів, вони також можуть бути застосовані для визначення збіжності чи розбіжності нескінченних добутків. Цього можна досягти шляхом застосування наступної теореми: нехай {\displaystyle \{a_{n}\}_{n=1}^{\infty }} послідовність додатних чисел. Тоді нескінченний добуток
{\displaystyle \prod _{n=1}^{\infty }(1+a_{n})} є збіжним тоді і лише тоді, коли ряд {\displaystyle \sum _{n=1}^{\infty }a_{n}\quad {\text{є збіжним.}}} Аналогічно,  якщо виконується умова {\displaystyle 0<a_{n}<1}, то {\displaystyle \prod \limits _{n=1}^{\infty }(1-a_{n})} прямує до відмінної від нуля границі тоді і лише тоді, коли  ряд {\displaystyle \sum \limits _{n=1}^{\infty }a_{n}} є збіжним.
Це може бути доведено за допомогою логарифмування добутку та застосування ознаки граничного порівняння.